# Tuberaphis scurrulae
Tuberaphis scurrulae är en insektsart. Tuberaphis scurrulae ingår i släktet Tuberaphis och familjen långrörsbladlöss. Inga underarter finns listade i Catalogue of Life.